# Friendship!
Pour les articles homonymes, voir Friends (homonymie).
Pour plus de détails, voir Fiche technique et Distribution.
Friendship! est un film allemand réalisé par Markus Goller, sorti en 2010.
Le film est constitué à la fois d'un road movie comique et de moments dramatiques. Il a été réalisé par Markus Goller et les rôles principaux ont été joués par Matthias Schweighöfer et Friedrich Mücke. Le film est sorti le 14 janvier 2010 en Allemagne.

## Synopsis
Berlin, 1989 : Le mur de Berlin est tombé. Veit et son ami Tom décident de se rendre à San Francisco. Veit a en particulier pour objectif de retrouver son père, qui a fui l'Allemagne de l'Est douze ans plus tôt et dont le seul signe de vie est une carte postale envoyée chaque année d'un bureau de poste de San Francisco pour son anniversaire. Tom, lui, veut se rendre au « point le plus à l'ouest de la Terre » et voir le Golden Gate Bridge, l'endroit du globe le plus éloigné de la RDA. Tant bien que mal, ils obtiennent l'argent nécessaire pour un vol vers New York. Ils débarquent sur le sol américain avec seulement 55 dollars, deux sacs à dos et des films Super 8 réalisés en amateurs. À peine le contrôle de sécurité de l'aéroport passé, les problèmes commencent - en particulier lorsque les deux anciens pionniers se définissent comme des « free Communists » face à un douanier US soupçonneux... Leurs économies ne leur suffiront qu'à payer un billet de train pour le New Jersey : la suite se fera donc en stop !

## Fiche technique
- Titre original : Friendship!
- Réalisation : Markus Goller
- Scénario : Olivia Retzer
- Costumes : Maria Schicker
- Montage : Olivia Retzer
- Musique : Martin Probst
- Production : Quirin Berg, Max Wiedemann, Thomas Zickler
- Pays d'origine :  Allemagne
- Langue : allemand
- Société(s) de distribution :  Sony Pictures Releasing
- Format : Couleurs (Technicolor) - 70 mm - 2,35:1 (Vistavision) -  Son Dolby numérique
- Genre : comédie
- Durée : 110 minutes
- Dates de sortie :
  -  Allemagne : 14 janvier 2010